# Tobias Herrmann
Tobias Herrmann (* 1981 in Schwäbisch Hall) ist ein deutscher Schauspieler.

## Leben
Tobias Herrmann wuchs in Süddeutschland auf. Seine Schauspielausbildung absolvierte er von 2001 bis 2003 am Hamburger Schauspiel-Studio Frese. Für das Rollen- und Szenenstudium nahm er später außerdem Unterricht bei Erla Prollius und Wladimir Tarasjanz.
Erste Bühnenengagements erhielt er bereits während seiner Ausbildung. Im Sommer 2001 gastierte er bei den Freilichtspielen Schwäbisch Hall als „Audrey II“ in dem Musical Der kleine Horrorladen und als „Kleiner Onkel“ im Kinder- und Familienstück Pippi Langstrumpf. Ab September 2001 gehörte er im Stage Theater Neue Flora in Hamburg zur deutschen Erstbesetzung des Musicals Mozart!.
2003 wirkte er als Jakobus A. in einer szenischen Produktion der Messias-Gesänge von Friedrich Gottlieb Klopstock in der Christianskirche in Hamburg-Ottensen mit. Nach dem Abschluss seiner Ausbildung trat er an verschiedenen Hamburger Bühnen auf, u. a. an der Hamburgischen Staatsoper und auf Kampnagel.
In der Spielzeit 2016/17 war er in einer Produktion der „Theatergastspiele Fürth“ an der Seite von Johanna Liebeneiner, Hubertus Grimm und Holger Franke in der Komödie Rosa Wolken von Folke Braband auf Tournee. Im Frühjahr 2020 folgte eine weitere Tournee der „Theatergastspiele Fürth“ mit der Komödie Das Himmelbett von Jan de Hartog, bei der Mariella Ahrens seine Partnerin war.
In der Spielzeit 2022/23 gastierte er am Theater am Großmarkt in Hamburg als Station Master in Harry Potter und das verwunschene Kind. Im Oktober 2023 gab er als kultivierter und einfühlsamer Architekturstudent Markus in der Komödie Typisch Mann sein Debüt auf dem „Theaterschiff Bremen“.
2024 gastierte er am Theater für Niedersachsen als Kennedy in der europäischen Erstaufführung der Oper Wenn der Postmann zweimal klingelt von Stephen Paulus (1949–2014) und als Löwe in dem Kinderstück Der Zauberer von Oz.
Tobias Herrmann stand auch in einigen Filmproduktionen vor der Kamera. In der Filmkomödie Zeit der Monster, die im Oktober 2020 bei den Hofer Filmtagen ihre Premiere hatte, war er in einer Nebenrolle als Polizist Oliver Peix zu sehen. In der 21. Staffel der ZDF-Krimiserie SOKO Wismar (2025) übernahm er eine Episodennebenrolle als Bootsbauer Sander Frenzen.
Tobias Herrmann, der regelmäßig auch als Werbedarsteller arbeitet, lebt in Berlin.

## Filmografie (Auswahl)
- 2011: The Preening Swan
- 2015: High Girls (Kurzfilm)
- 2016: Der Assi, die Frau Doktor, und der kosmische Hug
- 2016: Der Perfektionist (Kurzfilm)
- 2018: Win-Win (Kurzfilm)
- 2020: Zeit der Monster (Regie: Tor Iben)
- 2025: SOKO Wismar: Scheidewege (Fernsehserie, eine Folge)